# El que recibe las bofetadas (1914)

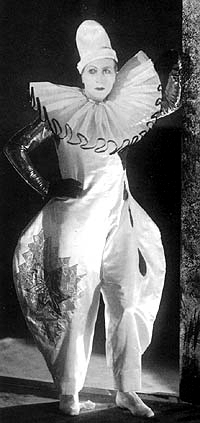
El actor sueco Gösta Ekman, sénior en la obra de Andreyev en el Teatro Oscar de Estocolmo en 1926.

El que recibe las bofetadas (en ruso: Тот, кто получает пощёчины, transliterado como Tot, kto poluchayet poshchechini) es una obra de teatro del dramaturgo ruso Leonid Andreyev, escrita en 1914, y representativa de su teatro panpsíquico.
La historia se desarrolla en un circo de una ciudad grande de Francia.
Tras el éxito de la obra en 1922 en Nueva York, y su consiguiente éxito de taquilla para la Metro-Goldwyn-Mayer, se estrenaron varias obras de Andreyev en los Estados Unidos.

## Representaciones teatrales
- He Who Gets Slapped (1922) - Garrick Theatre (Nueva York),[2][1][3] con actuación principal de Richard Bennett y Louis Calvert.
- Han som får örfilarna (1926) - Teatro Oscar (Estocolmo), con actuación principal de Gösta Ekman (sénior).
- El que recibe las bofetadas (1927) - Teatro Alcázar, de Madrid. La compañía de Georges Pitoëff estrenó una versión en francés: Celui qui reçoit les gifles.[4]

## Versiones cinematográficas
- He Who Gets Slapped (1924) - Metro-Goldwyn-Mayer: película muda estadounidense dirigida por Victor Sjöström y con actuación principal de Lon Chaney, Norma Shearer y John Gilbert.

- El que recibe las bofetadas - película argentina dirigida por Boris H. Hardy y con actuación principal de Narciso Ibáñez Menta, Guillermo Battaglia, Golde Flami y Ernesto Vilches.